# Piromusical
El Piromusical es un espectáculo que engloba música, fuegos artificiales y diferentes elementos visuales como fuentes por ejemplo. Normalmente se denomina Piromusical a aquella actuación pirotécnica controlada y sincronizada con la música que suena de fondo. Así mismo en Barcelona el Piromusical de las Fiestas de La Merced es el encargado de cerrar las fiestas grandes de Barcelona con luces, pirotecnia y agua al ritmo de la música con una duración de 30 minutos.
Otros municipios catalanes disfrutan de buenos Piromusicales en sus fiestas grandes como las localidades de Rubí (Barcelona), Igualada, Gáldar (Gran Canaria) y Castellbisbal entre otras.
En el municipio de Tultepec, en el Estado de México, se celebra cada año el Concurso Nacional de Piromusicales, dentro del marco de la Feria Nacional de la Pirotecnia. Pirotécnicos de todo México acuden a la cita a presentar sus espectáculos piromusicales que, en ocasiones, incluyen los tradicionales castillos pirotécnicos mexicanos.   
- Datos: Q5473730